# Desmine
Pour les articles homonymes, voir Desmine (homonymie).
La desmine est une protéine de type filament intermédiaire que l'on retrouve dans le muscle strié cardiaque, et dans toutes les cellules musculaires en général. C'est un homopolymère. En tant que telle, elle participe à la charpente du cytosquelette de la cellule musculaire en stabilisant le sarcomère au moment de la contraction musculaire,.
Les myofibrilles sont alignées grâce à la desmine qui s'ancre au sarcomère au niveau du costamère. Cet alignement garantit une synchronisation des contractions.
Son gène, DES, est situé sur le chromosome 2 humain.

## Pathologie
Les maladies secondaires à une mutation du gène sont appelées desminopathies et conduisent à l'agrégation intracellulaire de la desmine sous forme d'amas.
Des mutations délétères du gène de la desmine (DES) peuvent être sources chez l'homme ou l'animal de myopathies autosomiques dominantes et récessives,. Ces myopathies peuvent concerner à la fois le tissu musculaire squelettique et cardiaque. Elles peuvent entraîner également des anomalies structurels de la plaque motrice (jonction neuro-musculaire).
Des souris knock-out de la desmine (DES-KO) développent une cardiomyopathie progressive et une myopathie (avec dilatation du cœur) et certaines lésions cardiovasculaires. 
Elles sont utilisées comme animaux de laboratoire pour étudier des desminopathies récessives humaines où des mutations sur les deux allèles DES conduisent à supprimer la synthèse de desmine.

Avec l'espoir de pouvoir un jour développer une thérapie génique, des chercheurs ont testé un transfert de gène virus pour tenter d'atténuer la cardiomyopathie de ces souris. Les essais ont conduit à une réduction de la fibrose et du poids du cœur et à une amélioration de la fonction systolique ventriculaire gauche (par rapport à des souris-témoins).